# 上田堤
上田堤（うえだつつみ）は、岩手県盛岡市の地名。現行行政地名は上田堤一丁目および上田堤二丁目。全域で住居表示実施済。郵便番号は020-0113。

## 地理
岩手県盛岡市南西部に位置する。
域内は主に住宅地となっている。

## 歴史
かつては南岩手郡米内村上田の一部、米内村の編入合併後は盛岡市上田の一部（字上堤頭、堤頭等）にあたる。
「上田堤」とは、現在の高松の池にあたる、寛文年間（1661年から1673年）に建設された「上田の堤」のことであり、その高松の池の奥にあたるので命名された町名である。
なお、上田の堤は、盛岡城下の北西側の湿地帯に上田組町を建設するにあたって、水源地に治水対策のために建設されたものある。
1889年（明治22年）4月1日、町村制施行により南岩手郡米内村が発足し、その一部となる。1928年（昭和3年）4月1日に盛岡市に編入されて以降は、盛岡市上田の一部。1978年（昭和53年）に住居表示が実施され、上田堤一丁目および上田堤二丁目が成立した。

## 世帯数と人口
2024年（令和6年）6月30日現在の世帯数と人口は以下の通りである。
| 町丁   | 世帯数  | 人口   |
| ------ | ------- | ------ |
| 上田堤 | 782世帯 | 1620人 |

## 交通

### 鉄道
域内に鉄道駅は存在しない。上盛岡駅及び山岸駅が最寄り駅となる。

## 施設
- 盛岡市立高松小学校

### 書籍
- 「角川日本地名大辞典」編纂委員会 編『角川日本地名大辞典 3 岩手県』角川書店、1985年。ISBN 4-04-001030-2。
- 平凡社『日本歴史地名大系 03 岩手県の地名』角川書店、1990年7月13日。ISBN 4-58-249003-4。